# Hotel Amantaka
El hotel Amantaka es un hotel de lujo en Luang Prabang, en el país asiático de Laos. El hotel es operado por Aman Resorts y abrió sus puertas en septiembre de 2009. El hotel está situado en la parte noroeste de la ciudad, en la zona vieja de la ciudad, a varios metros del río Mekong y a aproximadamente 400 metros al noreste del Palacio Real. El hotel promueve la educación de las personas en la cultura tradicional de Laos y contrata a asesores culturales para enseñar a los clientes regulares sobre las costumbres y prácticas tradicionales de Laos. 